# 스카트 항공
스카트 항공(PLL SCAT Air Company)은 1997년에 설립된 카자흐스탄의 민간 항공사로, 카자흐스탄 심켄트에 본사를 두고 있다.

## 사건 및 사고
- 2013년 1월 29일: 콕셰타우 공항을 출발하여 알마티 국제공항으로 가던 스카트 항공 760편(영어판)이 추락하여 탑승객 16명과 승무원 5명이 모두 사망했다.